# Passage Lisa
Le passage Lisa est une voie du 11e arrondissement de Paris, en France.

## Situation et accès
Le passage Lisa est une voie pavée située dans le 11e arrondissement de Paris. Il débute au 26, rue Popincourt et se termine en impasse.

## Origine du nom
Le nom du passage porte le prénom de la fille du propriétaire du terrain, M. Driancourt.

## Historique
Ce passage est ouvert sous sa dénomination actuelle par M. Driancourt en 1859.